# Chapelle-Royale
Chapelle-Royale – miejscowość i gmina we Francji, w Regionie Centralnym, w departamencie Eure-et-Loir.
Według danych na rok 1990 gminę zamieszkiwało 368 osób, a gęstość zaludnienia wynosiła 37 osób/km² (wśród 1842 gmin Regionu Centralnego Chapelle-Royale plasuje się na 782. miejscu pod względem liczby ludności, natomiast pod względem powierzchni na miejscu 1149.).